# عامل مضاد للربو
العامل المضاد للربو (بالإنجليزية: Anti-asthmatic agent)، المعروف أيضًا باسم دواء مضاد للربو، يشير إلى العقار الذي يمكن أن يساعد في توسيع العضلات الملساء للمسالك الهوائية للسماح بالتنفس الطبيعي خلال نوبة الربو، أو تقليل الالتهاب في المسالك الهوائية لتقليل مقاومة المسالك الهوائية للمرضى المصابين بالربو، أو كليهما. ويهدف استخدام عوامل الربو إلى تقليل تكرار نوبات الربو الحادة والزيارات المرتبطة بها إلى المستشفى.
تشمل العوامل المضادة للربو التي تستخدم كأدوية إنقاذ لنوبات الربو الحادة: ناهضات مستقبلات بيتا-2 الأدرينالية قصيرة المفعول (SABA)، ومضادات المسكارين قصيرة المفعول (SAMA)، والجلوكوكورتيكويدات الجهازية، وكبريتات المغنيسيوم. أما العوامل المضادة للربو التي تستخدم كأدوية صيانة للتحكم في أعراض الربو فتشمل: ناهضات مستقبلات بيتا-2 الأدرينالية طويلة المفعول (LABA)، والجلوكوكورتيكويدات المستنشقة، ومضادات المسكارين طويلة المفعول (LAMA)، والميثيل زانثينات/مثبطات الفوسفودايستراز، ومضادات مستقبلات اللوكوترين، ومثبتات الخلايا البدينة، وأنواع معينة من الأجسام المضادة وحيدة النسيلة.
تُعد المبادرة العالمية للربو (GINA) الإرشادات الرسمية لاستخدام العوامل المضادة للربو. وتحدد إرشادات GINA فئة وجرعة وإعطاء وصفات العوامل المضادة للربو بناءً على شدة أعراض الربو وطبيعتها.

## أدوية الإنقاذ

### ناهضات بيتا-2 الأدرينالية قصيرة المفعول المستنشقة

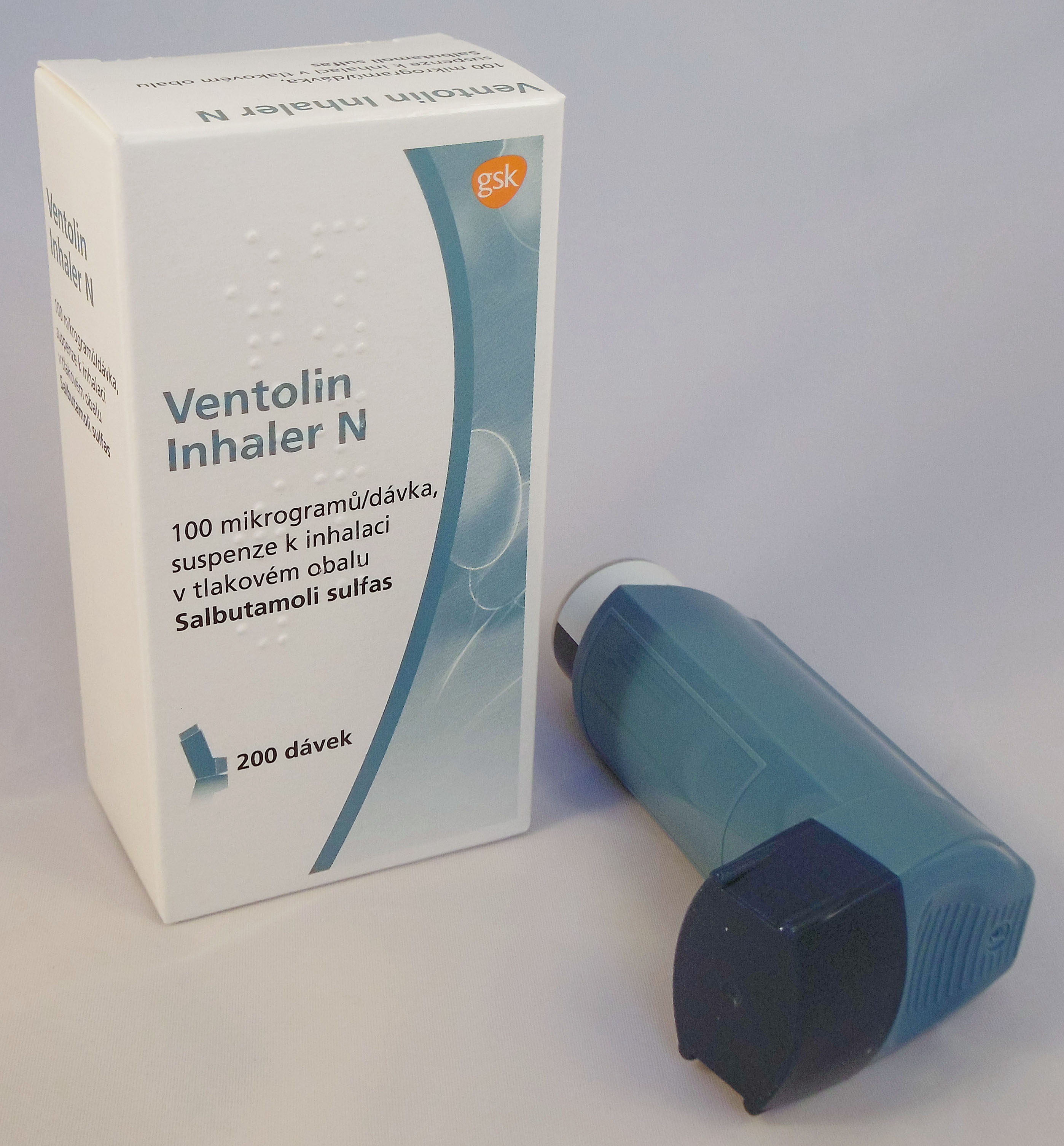
ناهضات بيتا-2 الأدرينالية قصيرة المفعول المستنشقة (جهاز الاستنشاق بالجرعات المقننة سالبوتامول)

تُعد ناهضات بيتا-2 الأدرينالية قصيرة المفعول المستنشقة، مثل التيربوتالين والسالبوتامول، أدوية الخط الأول الموصوفة لتفاقم الربو لجميع المرضى، وذلك لتوفير تأثيرات موسعة للقصبات الهوائية بشكل سريع. يمكن إعطاء ناهضات بيتا-2 الأدرينالية قصيرة المفعول بواسطة أجهزة مختلفة، مثل البخاخات وجهاز الاستنشاق بالجرعات المقننة.
تستطيع ناهضات بيتا-2 الأدرينالية أن تحفز تنشيط مستقبلات بيتا-2 الأدرينالية المقترنة ببروتين Gs على خلايا العضلات الملساء في المسالك الهوائية بالرئتين. يتيح تنشيط مستقبلات بيتا-2 الأدرينالية لأنزيم "محلقة الأدينيلات" داخل خلايا العضلات الملساء في المسالك الهوائية تحفيز تحويل أدينوسين ثلاثي الفوسفات (ATP) إلى أحادي فوسفات الأدينوسين الحلقي (cAMP). يعمل أحادي فوسفات الأدينوسين الحلقي كرسول ثانٍ يزيد من تنشيط بروتين كيناز A ويقلل من مستوى الكالسيوم داخل الخلايا، مما يسبب استرخاءً لاحقًا للعضلات الملساء.
تشمل الآثار الجانبية الشائعة لناهضات بيتا-2 الأدرينالية المستنشقة الرعشة، والخفقان، والصداع. وتعتمد شدة ووقوع الآثار الجانبية على جرعة ناهضات بيتا-2 الأدرينالية وطريقة إعطائها.

### مضادات المسكارين قصيرة المفعول المستنشقة
يمكن استخدام مضادات المسكارين قصيرة المفعول المستنشقة، مثل الأوكسيتروبيوم والإبراتروبيوم، كعلاج مساعد مع ناهضات بيتا-2 الأدرينالية قصيرة المفعول في حالات تفاقم الربو المتوسطة إلى الشديدة لتحقيق توسع القصبات الهوائية. وعادةً ما يوقف استخدام مضادات المسكارين قصيرة المفعول عند دخول المستشفى بسبب عدم وجود فائدة إضافية بين المرضى المقيمين في المستشفى.
تستطيع مضادات المسكارين التنافس مع الأسيتيل كولين على المستقبلات المسكارين وتقدم تأثيرًا مضادًا على هذه المستقبلات، مما يسبب تثبيطًا لنبرة القصبات الهوائية الكولينية وبالتالي توسع القصبات الهوائية.
عادةً ما تسبب مضادات المسكارين المستنشقة جفاف الفم، وتهيج الحلق، والدوخة.

### الهرمونات القشرية السكرية الجهازية
تُوصَف الهرمونات القشرية السكرية الجهازية، مثل البريدنيزولون الفموي والهيدروكورتيزون الوريدي، لحالات تفاقم الربو المتوسطة إلى الشديدة لتقليل التهاب المسالك الهوائية. وهي مهمة للمرضى الذين يعانون من تفاقم الربو المقاوم للعلاج والذين يتلقون بالفعل علاجًا مكثفًا بموسعات القصبات الهوائية، حيث من المحتمل أن تكون مقاومة تدفق الهواء في المسالك الهوائية ناتجة عن تراكم المخاط والالتهاب في المسالك الهوائية.
يُمكن للإعطاء الجهازي للهرمونات القشرية السكرية أن يقلل من إنتاج المخاط في المسالك الهوائية. ويمكنه أيضًا تثبيط الاستجابات الالتهابية عن طريق تثبيط تصنيع وإطلاق الوسائط الالتهابية وخفض تسلل ونشاط الخلايا الالتهابية. بالإضافة إلى ذلك، يمكن للهرمونات القشرية السكرية زيادة كمية مستقبلات بيتا-2 الأدرينالية وحساسيتها تجاه ناهضات بيتا-2 الأدرينالية على العضلات الملساء في المسالك الهوائية.
قد يؤدي استخدام الهرمونات القشرية السكرية الجهازية إلى كبت المناعة، وهشاشة العظام، ومتلازمة كوشينغ. وتعتمد الآثار الجانبية للهرمونات القشرية السكرية على الجرعة ومدة العلاج.

### كبريتات المغنيسيوم
تُوصَف كبريتات المغنيسيوم لحالات تفاقم الربو الشديدة أو المهددة للحياة لتحقيق توسع القصبات الهوائية.
يمكن لكبريتات المغنيسيوم الوريدية أن تقلل من تدفق أيونات الكالسيوم إلى خلايا العضلات الملساء في المسالك الهوائية، مما يسبب استرخاء عضلات المسالك الهوائية.
من الممكن أن تسبب كبريتات المغنيسيوم الوريدية فرط مغنيسيوم الدم، مما يؤدي إلى ضعف العضلات. ويُمنع استخدام كبريتات المغنيسيوم الوريدية في المرضى الذين يعانون من قصور كلوي.

## أدوية الصيانة

### ناهضات بيتا-2 الأدرينالية طويلة المفعول

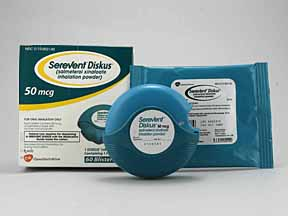
ناهض بيتا 2 الأدرينالي طويل المفعول (السالميتيرول)

تُستخدم ناهضات بيتا-2 الأدرينالية طويلة المفعول، مثل الفيلانتيرول، والإنداكاتيرول، والأولوداتيرول، والفورموتيرول، والسالميتيرول، عادةً مع الكورتيكوستيرويدات المستنشقة في علاج الصيانة.

### الهرمونات القشرية السكرية المستنشقة
تُستخدم الكورتيكوستيرويدات المستنشقة عادةً مع ناهضات بيتا-2 الأدرينالية طويلة المفعول في علاج الصيانة، حيث يمكن للكورتيكوستيرويدات زيادة عدد مستقبلات بيتا-2 القصبية الهوائية وحساسيتها تجاه العوامل الانتقائية لمستقبلات بيتا-2.
قد يسبب استخدام الكورتيكوستيرويدات المستنشقة بشكل شائع بحة الصوت والنمو الزائد لداء المبيضات الفموي. يمكن تقليل خطر النمو الزائد لداء المبيضات الفموي عن طريق شطف الفم بالماء بعد الاستخدام.

### مضادات المسكارين طويلة المفعول
تُوصَف مضادات المسكارين طويلة المفعول، بما في ذلك التيوتروبيوم، والأكليدينيوم، والأوميكليدينيوم، لحالات الربو الشديدة في علاج الصيانة.
تستطيع مضادات المسكارين تقليل النبرة القصبية الهوائية الكولينية، مما يؤدي إلى استرخاء عضلات المسالك الهوائية وتوسع القصبات الهوائية.
تسبب مضادات المسكارين عادةً جفاف الفم، وتهيج الحلق، والدوخة.

### الميثيل زانثينات / مثبطات الفوسفوديستراز
الميثيل زانثينات، بما في ذلك الثيوفيلين، والأمينوفيلين، والديبروفيلين، هي فئة من الأدوية التي يمكنها تحقيق توسع القصبات الهوائية وتقليل التشنج القصبي للتحكم في أعراض الربو.
تعمل الميثيل زانثينات كمثبط تنافسي للفوسفوديستراز، مما يثبط عمل الفوسفوديستراز في تحلل أحادي فوسفات الأدينوزين الحلقي 3′،5′ (cAMP). يؤدي هذا التراكم في أحادي فوسفات الأدينوزين الحلقي إلى استرخاء العضلات الملساء، مما يؤدي إلى توسع المسالك الهوائية.
تُنشّط الميثيل زانثينات إنزيمات ازالة أستلة الهستون، مما يعزز إزالة مجموعة الأستلة من الهيستون وما يتبعه من طي الحمض النووي. وهذا يثبط تخليق العوامل المؤيدة للالتهابات التي تسبب نوبات وتفاقم الربو، مما يحقق تأثيرات مضادة للالتهاب.
في علاج صيانة الربو، تؤخذ الميثيل زانثينات عن طريق الفم.
يتطلب مراقبة الدواء العلاجية للمرضى الذين يتناولون الميثيل زانثينات نظرًا لضيق النطاق العلاجي. لا تُستخدم الميثيل زانثينات بشكل روتيني بسبب ملفات آثارها الجانبية وخطر السمية. تشمل الآثار الجانبية للميثيل زانثينات: العصبية، والأرق، والتهيج، والقلق، واضطرابات الجهاز الهضمي (الغثيان، والقيء)، والرعشة، والخفقان، وزيادة إخراج البول.

### مضادات مستقبلات اللوكوترين
تُثبط مضادات مستقبلات اللوكوترين، بما في ذلك المونتيلوكاست والزافيرلوكاست، ارتباط اللوكوترينات المؤيدة للالتهابات بمستقبلات LTC4 وLTD4. وهذا يمنع مسارات الالتهاب السفلية التي تؤدي إلى التشنج القصبي وانقباضات العضلات الملساء في مرضى الربو.
تؤخذ مضادات مستقبلات اللوكوترين عن طريق الفم.
تشمل الآثار الجانبية الشائعة لمضادات مستقبلات الليكوترين الصداع، وآلام البطن، والإسهال.

### مثبتات الخلايا البدينة
مثبتات الخلايا البدينة، بما في ذلك كروموغليسيك الصوديوم، ونيدوكروميل الصوديوم، وأمليكسانوكس، وبيميرولاست البوتاسيوم، وريبيريناست، وترانيللاست، هي أدوية تمنع إفراز وتنشيط الخلايا البدينة عند ملامستها لمولد الضد. وهذا يمنع الإطلاق اللاحق للوسائط المؤيدة للالتهابات مثل الهيستامينات واللوكوترايين. تُعطى مثبتات الخلايا البدينة كعلاج وقائي لمنع تفاقم أعراض الربو.
في علاج صيانة الربو، تؤخذ مثبتات الخلايا البدينة عن طريق الاستنشاق.
تشمل الآثار الجانبية الشائعة لمثبتات الخلايا البدينة جفاف الفم، والسعال، وتهيج الحلق، واحتقان الأنف، والتشنج القصبي.

### الأجسام المضادة وحيدة النسيلة
تشمل الأجسام المضادة وحيدة النسيلة التي تساعد في السيطرة على أعراض الربو: أوماليزوماب، ميبوليزوماب، ريسليزوماب، بنراليزوماب، دوبيلوماب، وتيزيبلوماب.
يرتبط الأوماليزوماب بالجلوبيولين المناعي البشري الحر (IgE) لتقليل مستوى IgE في الدورة الدموية. وهذا يقلل الارتباط اللاحق للجلوبيولين المناعي IgE بمستقبلات IgE على الخلايا الالتهابية، بما في ذلك الخلايا البدينة، والخلايا القاعدية، والخلايا المتغصنة. ثم يُمنع إطلاق الوسائط الالتهابية.
يثبط الميبوليزوماب والريسليزوماب ارتباط إنترلوكين (IL)-5 بمستقبلات IL-5 على سطح الحمضات، مما يثبط الاستجابات الالتهابية اللاحقة.
يمنع البينراليزوماب مستقبلات IL-5 على الخلايا القاعدية، مما يمنع ارتباط IL-5 بمستقبلات IL-5 على الخلايا القاعدية، ويثبط الاستجابات الالتهابية اللاحقة.
يمنع الدوبيلوماب مستقبلات IL-4، مما يثبط الأنشطة الالتهابية اللاحقة لـ IL-4 وIL-13.
يرتبط التيزيبلوماب بلمفوبويتين سدوي زعتري (TSLP)، وهو سايتوكين التهابي في الخلايا الظهارية للمسالك الهوائية المتورطة في تفاقم الربو، مما يثبط الاستجابات الالتهابية اللاحقة.
تُعطى الأجسام المضادة وحيدة النسيلة لعلاج أعراض الربو عن طريق الحقن تحت الجلد.
تشمل الآثار الجانبية الشائعة تفاعلات موقع الحقن الموضعية، وآلام المفاصل، وآلام الظهر، والصداع، والتهاب الحلق.

## خطوات العلاج

### إرشادات المبادرة العالمية للربو (GINA)
وفقًا للمبادرة العالمية للربو (GINA)، تُقسم إرشادات علاج الربو إلى 5 مستويات حسب شدة الربو.
بالنسبة للمرضى الذين شُخصوا حديثًا بالربو، تعتمد المستويات الخمسة المشتقة من شدة الربو على حدوث الأعراض وتكرارها. تشمل هذه الأعراض تشنج القصبات الهوائية، وضيق التنفس، والصفير الذي يتفاقم بعد الأنشطة البدنية. كما تُعد السعال المتكرر، وضيق الصدر، وصعوبات التنفس علامات على تفاقم الربو. يمكن لهذه الأعراض أن تتداخل مع الحياة اليومية للمريض وتؤثر في جودة الحياة. تُعد هذه المستويات الخمسة مؤشرات على العلاجات الدوائية التي ينبغي إعطاؤها. والخطوط الإرشادية هي كالتالي:
الخطوة 1-2: ظهور الأعراض أقل من 4-5 أيام في الأسبوع.
- علاج مركب من الكورتيكوستيرويدات المستنشقة بجرعة منخفضة والفورموتيرول عند الحاجة.

الخطوة 3: ظهور الأعراض في معظم الأيام، أو الاستيقاظ بسبب الربو مرة واحدة في الأسبوع أو أكثر.
- علاج صيانة مركب من الكورتيكوستيرويدات المستنشقة بجرعة منخفضة والفورموتيرول.

الخطوة 4: ظهور الأعراض يوميًا، أو الاستيقاظ بسبب الربو مرة واحدة في الأسبوع أو أكثر، وانخفاض وظائف الرئة.
- علاج صيانة مركب من الكورتيكوستيرويدات المستنشقة بجرعة متوسطة والفورموتيرول.
- كورتيكوستيرويدات فموية بجرعة قصيرة عند الحاجة في الربو الشديد غير المتحكم فيه.

الخطوة 5: زيادة تفاقم الأعراض وزيادة حدوث النوبات.
- إضافة مضادات المسكارين طويلة المفعول.
- الإحالة لتقييم النمط الظاهري مع أو بدون العلاج البيولوجي.
- النظر في علاج صيانة بجرعة عالية من الكورتيكوستيرويدات المستنشقة والفورموتيرول.
- النظر في مضادات IgE، مضادات IL-5/5R، مضادات IL-4Rα، أو مضادات TSLP.

#### العلاج الإسعافي: جرعة منخفضة من فورموتيرول ICS حسب الحاجة فقط
الأساس المنطقي وراء استخدام العلاج المركب من الكورتيكوستيرويدات المستنشقة والفورموتيرول كعلاج إغاثة بدلاً من السالبيوتامول، وهو ناهض لمستقبلات بيتا-2 الأدرينالية قصيرة المفعول، هو أن نظام الجرعات هذا يظهر انخفاضًا في خطر تفاقم الربو الشديد مقارنةً باستخدام ناهضات مستقبلات بيتا-2 الأدرينالية كعلاج إغاثة. ولأن أدوية الفورموتيرول المستنشقة غالبًا ما تكون مصحوبة بكورتيكوستيرويد، فإن هذا المزيج يُعد نظامًا علاجيًا أبسط للمرضى، حيث يستخدم نفس التركيبة لكل من علاج الإغاثة والصيانة، بالإضافة إلى توفير مدة طويلة من تأثير توسع القصبات الهوائية.